# Gemaal Gansoyen
Gemaal Gansoyen met uitwateringssluis Bovelandsesluis liggen aan het eind van het Afwateringskanaal 's-Hertogenbosch-Drongelen bij Gansoyen in Waalwijk.
Het stoomgemaal (het voormalige Rijksstoomgemaal) en sluizencomplex zijn gebouwd in 1896-1898 ten behoeve van de aanleg van de Bergsche Maas.
Het complex is een knooppunt van waterwegen: het Drongelens Kanaal en het Oude Maasje eindigen hier in de Bergsche Maas.
In 1963 is er een nieuw vervangend gemaal aangelegd. Het is het enige gemaal in Nederland dat op palen staat. In 2012 vond er een renovatie plaats.